# Cërrik
Cërrik é uma cidade e município (em albanês:  bashkia) da Albânia localizado no distrito de Elbasan, prefeitura de Elbasan.